# Пловдивський університет

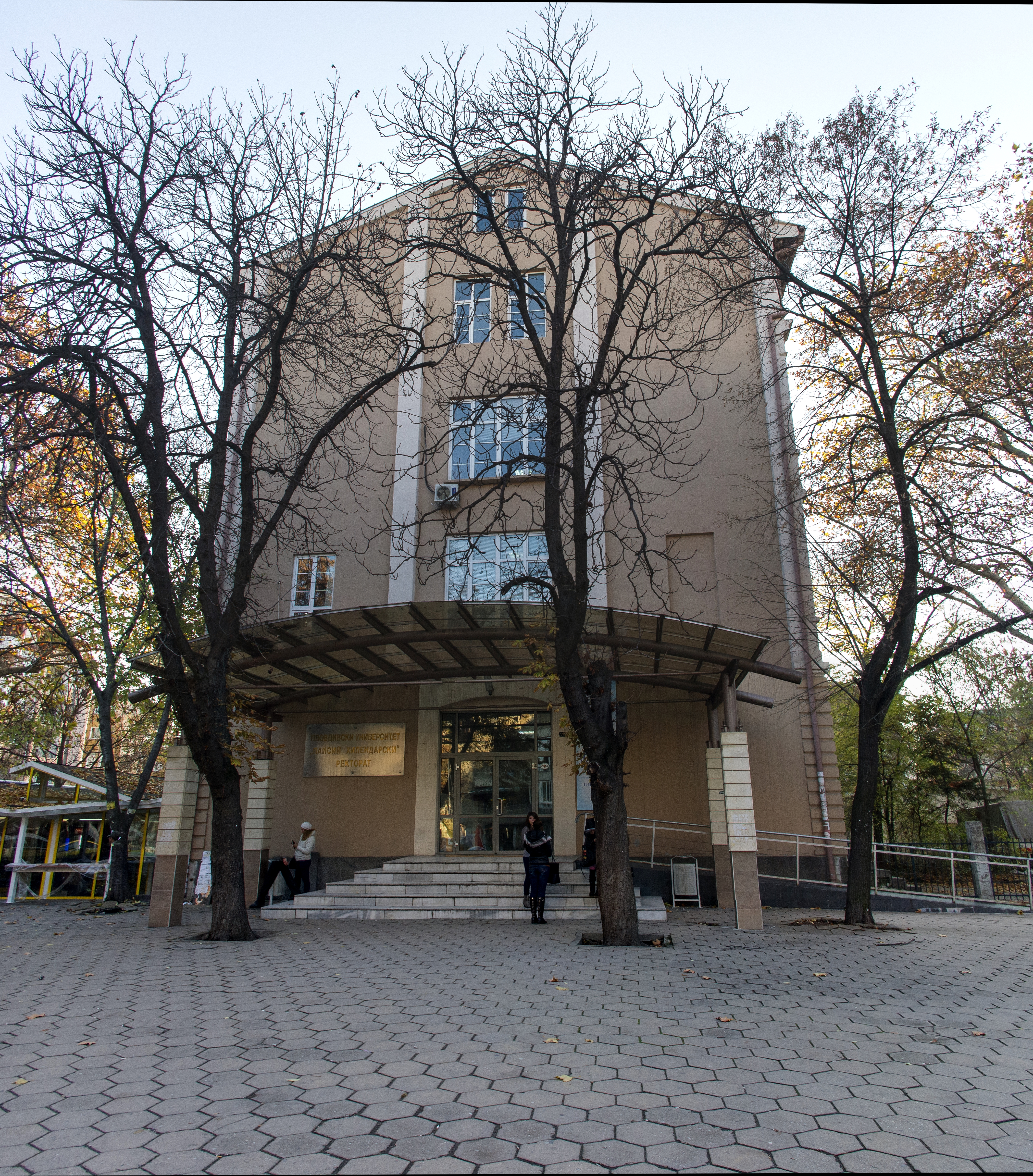
Будівля університету

Пловдивський університет «Паїсій Хилендарський» (або ПУ) — вищий навчальний заклад в Пловдиві, Болгарія. Є другим за величиною класичним університетом у країні після Софійського університету. Заснований у 1961 році як Вищий педагогічний інститут з природничо-математичних наук. З 1972 року указом Державної ради перетворений у Пловдивський університет.

## Факультети
- Біологічний факультет
- Факультет «Економічні та соціальні науки»
- Факультет математики та інформатики
- Педагогічний факультет
- Фізичний факультет
- Філологічний факультет
- Філософський та історичний факультет
- Хімічний факультет
- Юридичний факультет